# Marina Bay Sands
O Marina Bay Sands é um resort integrado em frente à Marina Bay em Cingapura e um marco da cidade. Em sua inauguração em 2010, foi considerada a propriedade de cassino independente mais cara do mundo, com S$ 8 bilhões (US$ 6,88 bilhões). O resort inclui um hotel de 2 561 quartos, um centro de convenções e exposições de 120 000 metros quadrados (1 300 000 pés quadrados), o shopping The Shoppes at Marina Bay Sands, de 74 000 metros quadrados (800 000 pés quadrados), um museu, um grande teatro, restaurantes "chefs famosos", dois pavilhões de cristal flutuantes, exposições de arte e ciência e o maior cassino do mundo com 500 mesas e 1 600 caça-níqueis. O complexo inclui três torres encimadas pelo Sands Skypark, uma passarela conectando 340 metros de comprimento (1 120 pés) com capacidade para 3 902 pessoas e uma piscina infinita de 150 m (490 pés), situada no topo da maior piscina pública em balanço do mundo. plataforma, que pende sobre a torre norte por 66,5 m (218 pés). O resort de 20 hectares foi projetado pelos arquitetos Moshe Safdie.
O resort é de propriedade do Las Vegas Sands em acordo com as autoridades de Cingapura. O Marina Bay Sands foi originalmente programado para ser inaugurado em 2009, mas sua construção enfrentou atrasos causados por custos crescentes de materiais e escassez de mão de obra desde o início, exacerbados pela crise financeira global. Isso pressionou o Las Vegas Sands a adiar seus projetos em outros lugares para concluir o resort integrado. Seu proprietário decidiu abrir o resort integrado em etapas e foi aprovado pelas autoridades de Cingapura. O resort e o SkyPark foram oficialmente inaugurados em 23 e 24 de junho de 2010 como parte de uma celebração de dois dias, após a inauguração do cassino em 27 de abril daquele ano. O SkyPark abriu no dia seguinte. O teatro foi concluído a tempo para a primeira apresentação de Riverdance em 30 de novembro. A pista de patinação coberta, que usa gelo artificial, foi inaugurada com uma apresentação de Michelle Kwan no dia 18 de dezembro. O ArtScience Museum foi aberto ao público e a estreia de um show de luz, laser e água de 13 minutos chamado Wonder Full em 19 de fevereiro de 2011 marcou a conclusão total do resort integrado.
A inauguração do Marina Bay Sands foi realizada em 17 de fevereiro de 2011. Também marcou a abertura dos sete restaurantes de chefs famosos. A última parte do Marina Bay Sands, os pavilhões flutuantes, foram finalmente abertos ao público quando os dois inquilinos, Louis Vuitton e Pangea Club, abriram em 18 e 22 de setembro de 2011, respectivamente.
Marina Bay Sands deve ter uma quarta torre construída até 2028, a um custo estimado de S$ 4,5 bilhões (US$ 3,3 bilhões). O plano de expansão foi anunciado no início de abril de 2022, com a nova torre contendo 1 000 quartos de hotel e uma sala de concertos adjacente com capacidade para 15 000 convidados.

## Galeira

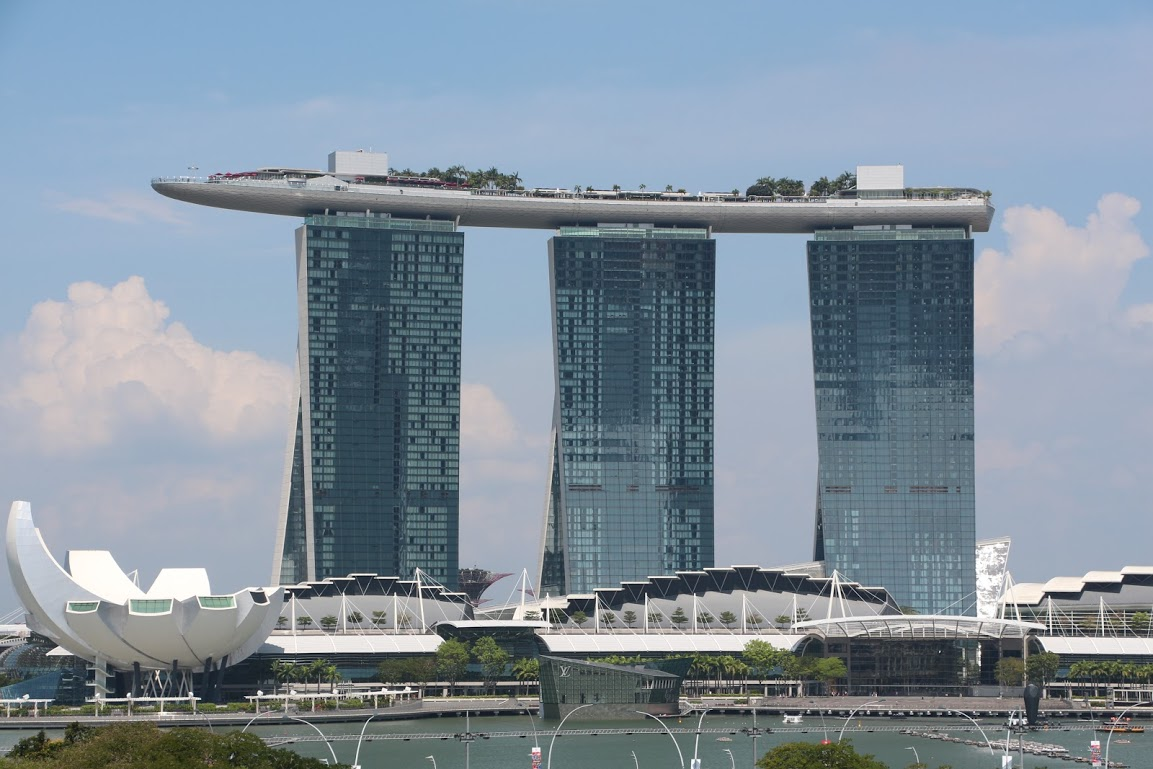
As três torres do Marina Bay Sands com o ArtScience Museum à esquerda
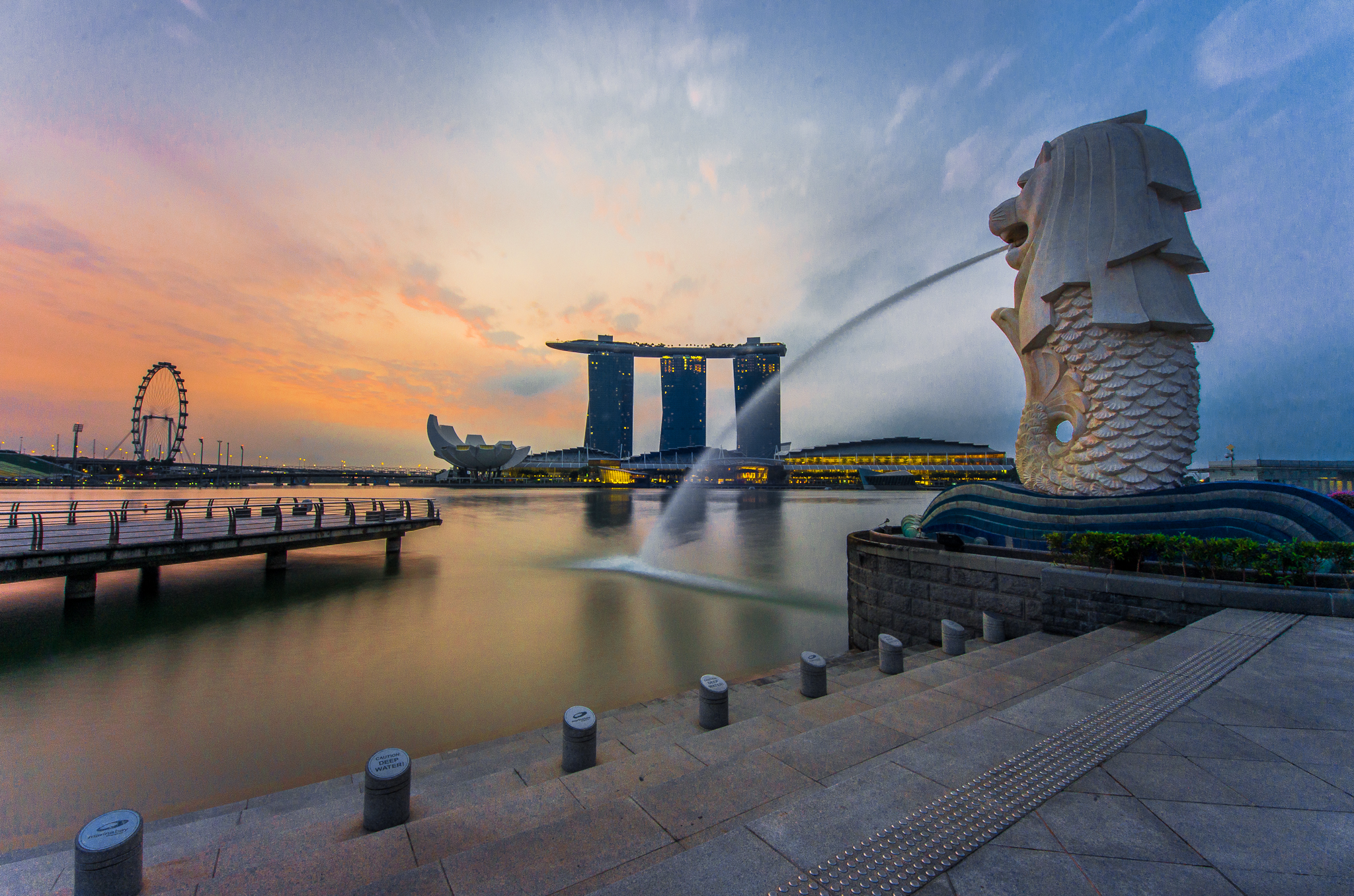
Vista do hotel Marina Bay Sands do Merlion
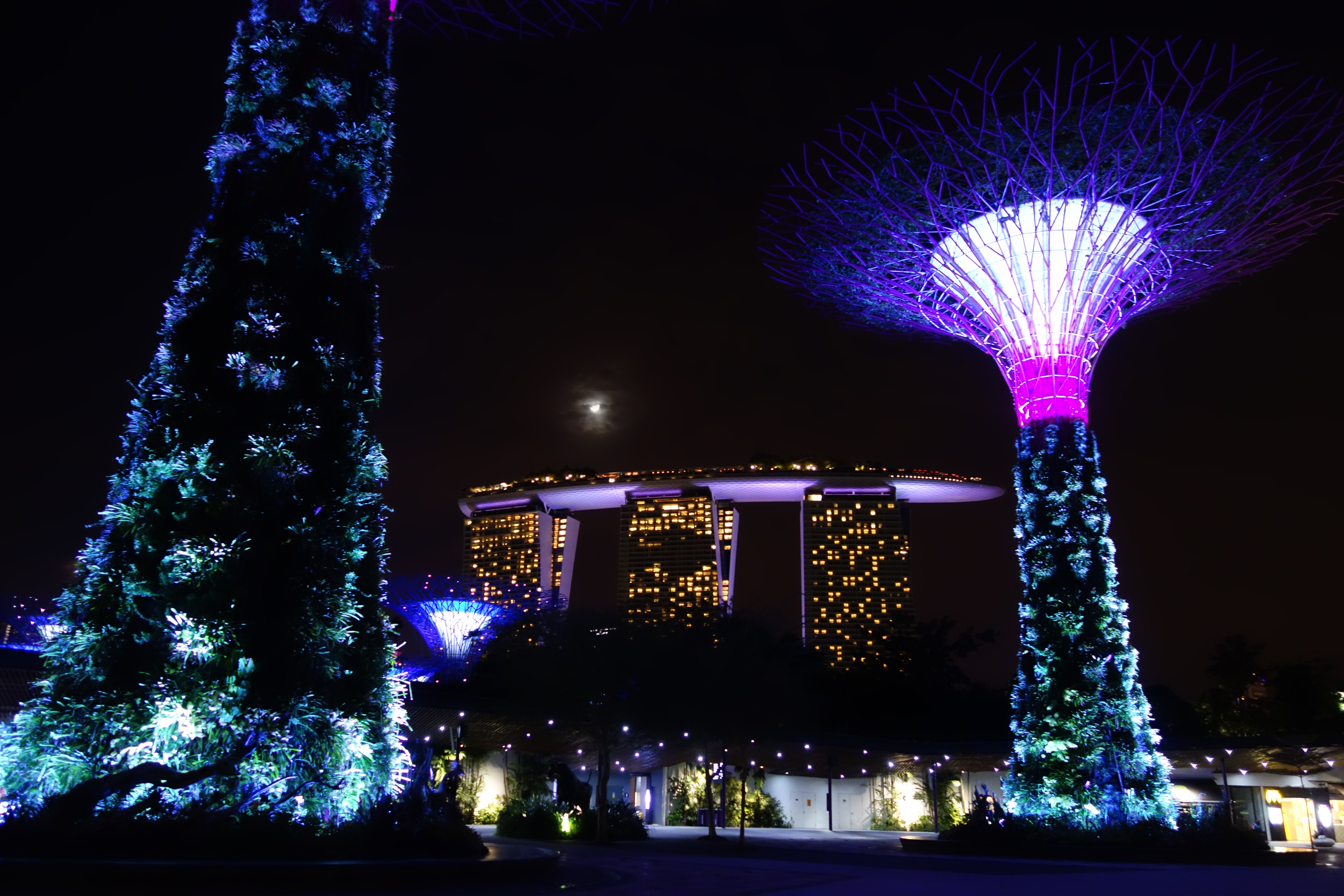
Visão noturna de Marina Bay Sands do Gardens by the Bay
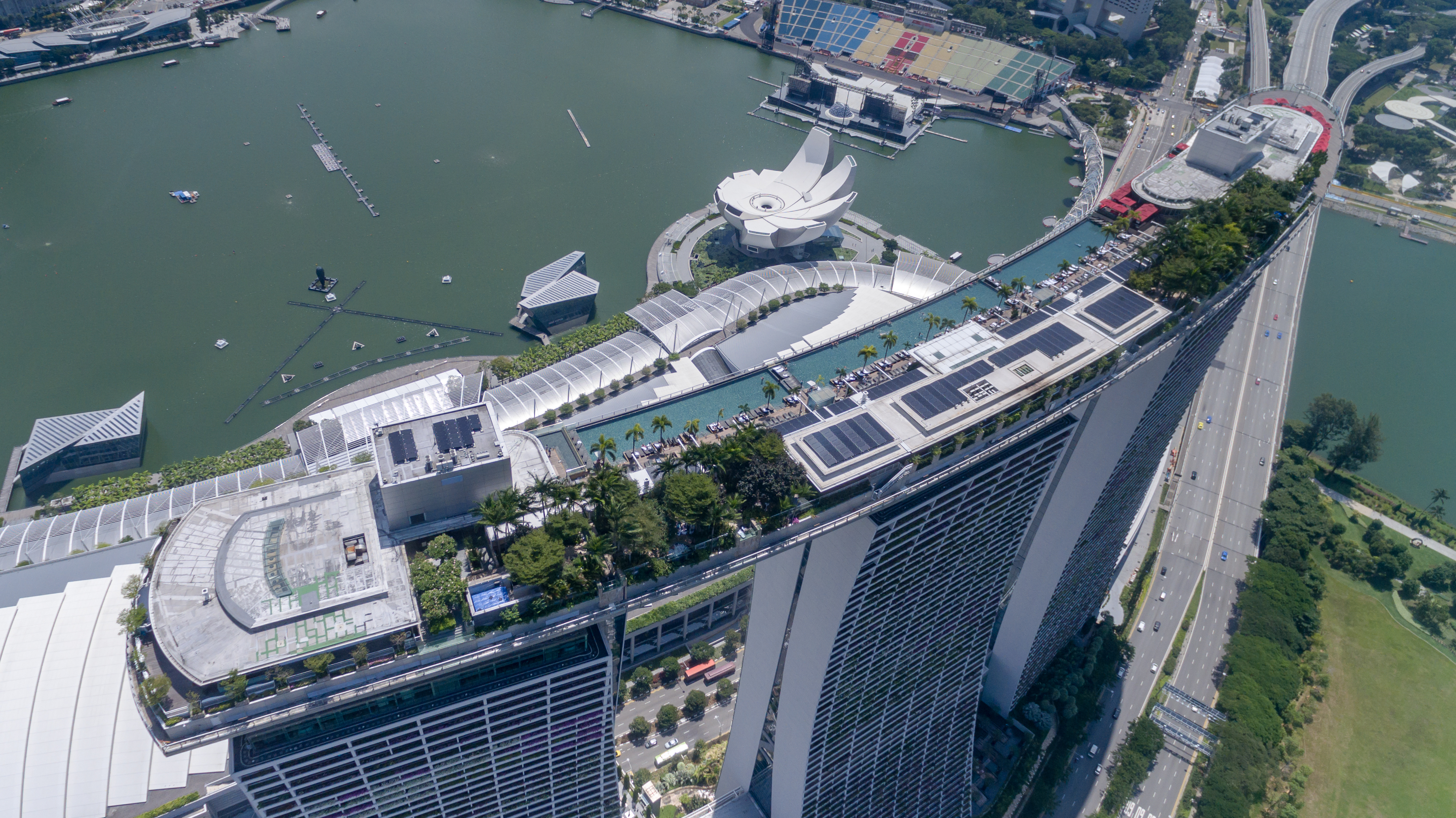
Vista aérea da piscina da cobertura do Marina Bay Sands